# Suite persane
La Suite persane est une pièce de musique de chambre d'André Caplet composée en 1900 et écrite pour un double quintette à vent, soit un dixtuor instrumental réunissant deux flûtes, deux hautbois, deux clarinettes, deux cors et deux bassons. 

## Présentation
La Suite persane fait partie des œuvres de jeunesse de Caplet. Elle est écrite durant ses années d'études au Conservatoire de Paris, en 1900, sans doute à l'instigation de Georges Barrère et de la Société moderne d'instruments à vent, déjà créateurs cette année-là du Quintette pour vents et piano du compositeur.  
La création de la suite se déroule le 9 mars 1901 à la salle Érard, à l'occasion d'un concert consacré exclusivement aux œuvres d'André Caplet.  
L'œuvre est représentative de « l'univers exotique si présent dans l'univers des artistes depuis l'exposition de 1889 et alimenté par la musique des Russes qui occupe une place de prédilection parmi les musiciens français ». Selon Jacques Tchamkerten, « la Suite persane ouvre vers un autre univers expressif, dans lequel Caplet prend ses distances avec les formes classiques et manifeste une liberté dans l'inspiration qui préfigure les chefs-d’œuvre de la maturité. »
Rétrospectivement — le 15 février 1907, dans son journal, où il rend compte du Dixtuor op. 14 de Georges Enesco — le compositeur considère cette partition, avec le Quintette et les Pièces pour flûte, comme des « œuvres bien pâles, sans doute, mais qui m'ont laissé les plus doux souvenirs ».
En 1925, Henri Woollett se remémore le Quintette et la Suite persane « déjà plus primesautière, où des thèmes d'apparence très orientale étaient traités avec plus de hardiesse d'esprit ».

## Structure
La Suite persane comprend trois mouvements, empreints de « l'esprit d'exotisme qui marque une partie du répertoire français de cette époque » :
1. Scharki — Allegretto, quasi Andante (chant d'amour)
2. Nihavend — Andantino
3. Iskia Samaïsi — Vivo[11]

La durée moyenne d'exécution de la pièce est de seize minutes environ.

## Analyse

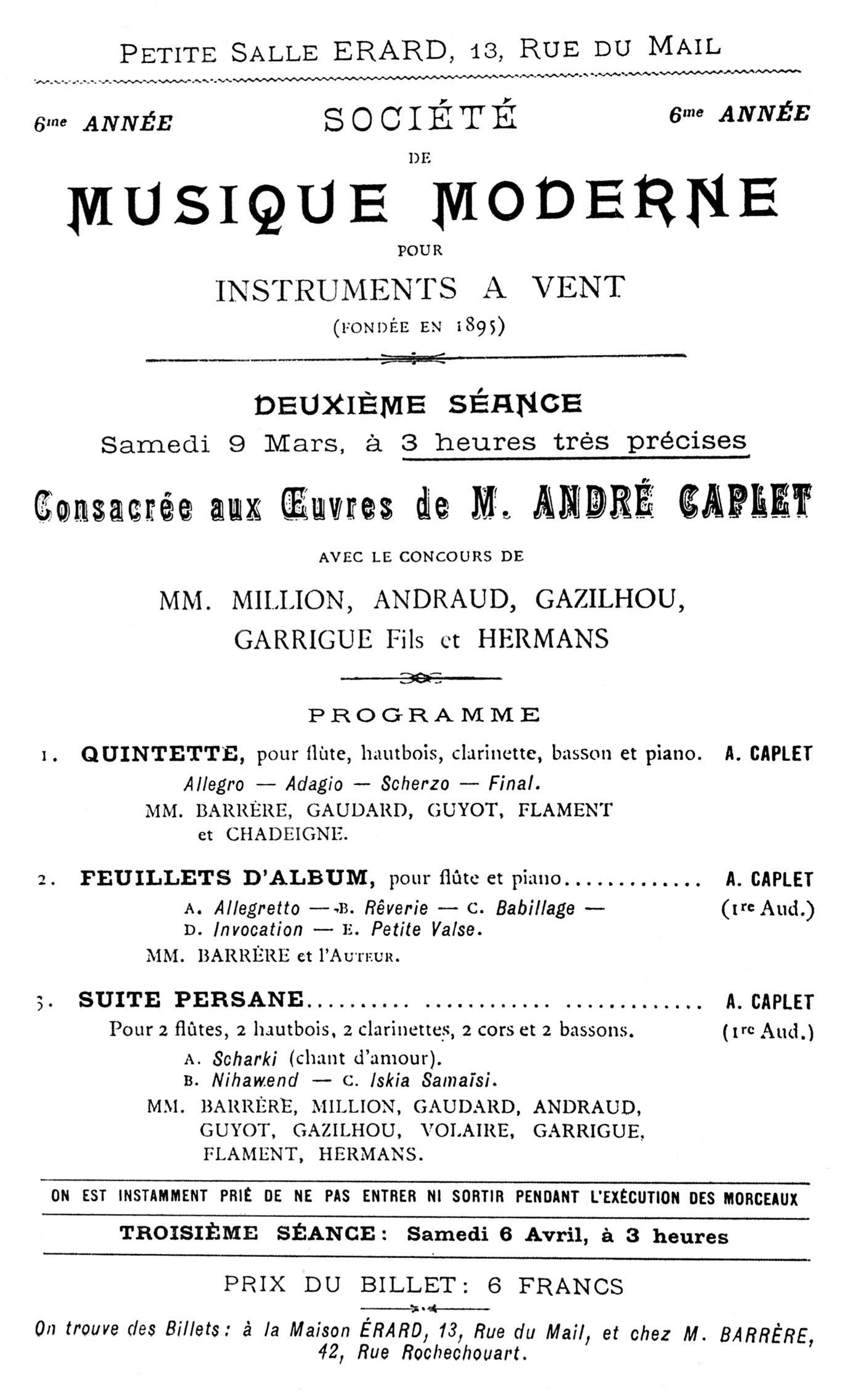
Programme du 9 mars 1901 annonçant la première audition de la Suite persane.

Le premier mouvement, Scharki (ou Sharki), commence par un thème à la coloration orientale, d'abord exposé à l'unisson aux flûtes et aux clarinettes, auxquelles se joignent ensuite les bassons, avant une harmonisation. Caplet puise ici son inspiration d'un chant de l’est de la Perse. Puis le développement est contrapuntique, précédant une courte réexposition et une coda à la nuance tout en douceur.  
L'introduction du deuxième mouvement, Nihavend (ou Mhavvend), est formée d'arabesques en quintes parallèles qui conduisent à un thème mélancolique de la flûte, en mi mineur. La référence musicale est un type de maqam (comme mélodie issue d’une gamme persane). Exposé sous diverses formes harmoniques, le motif s'efface à l'arrivée d'une deuxième partie, à la couleur plus occidentale (qualifiée de « fin de siècle » par Tchamkerten). S'ensuit une troisième partie, qui est une reprise variée de la première, avant une coda dans laquelle les arabesques initiales réapparaissent.  
Le troisième et dernier mouvement, Iskia Samaïsi (ou Iskia Samaisi), est écrit en ré mineur modalisé et constitue le plus vaste de la suite. Il fait se succéder différents motifs : traits furieux aux flûtes et clarinettes, thème dansé aux hautbois puis aux flûtes, fanfares en gamme par tons, motifs en triolets. Après un court développement, vient une partie plus lente, à la mélopée orientale, exposée d'abord aux cors, une sorte de chanson d'amour. Ce motif est développé et traité en polyphonie, avant le retour d'éléments thématiques des parties précédentes, puis l'arrivée d'une transition modulante qui mène à une reprise de la première section. La pièce s'achève sur une « volubile et irrésistible coda ».  
À la suite de la première audition, la revue musicale Le Ménestrel rapporte : « Une série de « feuillets d'album » et surtout une Suite persane pour instruments à vent, d'un riche coloris et d'une variété de rythmes particulièrement piquante, ont montré les ressources diverses d'un tempérament d'artiste, joignant déjà, à une technique très sûre, des qualités personnelles qui le placent à un rang distingué parmi les musiciens sur lesquels la jeune école peut fonder de sérieuses espérances. »
Gustave Samazeuilh considère que, dans cette partition de jeunesse comme dans le Quintette pour instruments à vent et piano, André Caplet montre « une nature raffinée, déjà soucieuse de se libérer de l'observation étroite des disciplines de l'école, et de subordonner à un but poétique une sûreté technique déjà surprenante ».

## Orchestration
Il existe une version orchestrale de l'œuvre, dont le manuscrit, en partie sous forme d'esquisses, est conservé à la Bibliothèque nationale de France,. L'orchestre, d'« un effectif très classique », comprend 2 flûtes et piccolo, 2 hautbois, 2 clarinettes et 2 bassons, 4 cors en Fa, harpe, triangle, tambour basque et cymbale suspendue. Le quintette à cordes classique est composé des premiers violons, seconds violons, altos, violoncelles et contrebasses. La partition précise que la cymbale doit être « frappée par une baguette de cuivre », entre autres « discrets artifices [qui] participent à la teinte exotique ».

## Discographie
Version originale pour double quintette à vent :
- André Caplet : Chamber Music, Calamus Ensemble, MDG 603 0599-2, 1995.
- Divertissement, Holland Wind Players, Jeroen Welerink (dir.), Ars Produktion FCD 368 407, 2002.
- André Caplet, les œuvres pour vents, Ensemble Initium, Timpani 1C1202, 2013.
- Caplet, le conteur, Ensemble Musica Nigella (enregistré du 1er au 6 mai 2022, au Théâtre de Montreuil-sur-Mer), Klarthe, 2023.
- The Silk Road: Chambre Music for Winds, Oslo kammerakademi, LAWO Classics, 2023.

Version orchestrale :
- Nihavend, dans Claude Debussy - André Caplet, Orchestre philharmonique de Rhénanie-Palatinat, Leif Segerstam (dir.), Naxos « Patrimoine » 8.550640, 1994.

### Ouvrages généraux
- Alain Poirier, « André Caplet », dans François-René Tranchefort (dir.), Guide de la musique de chambre, Paris, Fayard, coll. « Les Indispensables de la musique », 1989 (ISBN 2-213-02403-0), p. 205.
- Michel Dimitri Calvocoressi, « Caplet, André », dans Walter Willson Cobbett et Colin Mason, Dictionnaire encyclopédique de la musique de chambre, vol. I : A–J, Paris, Éditions Robert Laffont, coll. « Bouquins », 1999 (ISBN 2-221-07847-0), p. 258.
- Gustave Samazeuilh, Musiciens de mon temps : Chroniques et souvenirs, Paris, Marcel Daubin, 1947 (1re éd. 1925), 430 p., in-16 (BNF 43254580), p. 234-238.

### Monographies
- Denis Herlin et Cécile Quesney, André Caplet : compositeur et chef d'orchestre, Paris, Société française de musicologie, 2020, 540 p. (ISBN 978-2-853-57269-9)

### Articles
- Yvonne Gouverné et Dom Angelico Surchamp (dir.), André Caplet, Zodiaque (no 107), janvier 1976, 44 p.
- Henri Woollett, « Chronique musicale », Le Petit Havre,‎ mai 1925